# Административное деление Российской империи на 1 января 1780 года
Российская империя по состоянию на 1 (12) января 1780 года делилась на наместничества, губернии, области и уезды:
- общее число наместничеств — 16
- общее число губерний — 17
- общее число областей — 5
- столица — город Санкт-Петербург
- отличия от 1 ноября 1775 года:
- вновь образованы:

1. Владимирское наместничество (1 (12) сентября 1778 года) из Владимирской провинции Московской губернии (со 2 (13) марта 1778 года — Владимирская губерния)
2. Воронежское наместничество (25 сентября (6 октября) 1779 года) из Воронежской губернии, частей Белгородской губернии, Острогожской провинции Слободско-Украинской губернии
3. Калужское наместничество (24 августа (4 сентября) 1776 года) из юго-западных уездов Московской губернии и Брянского уезда Белгородской губернии (с 1775 года — Смоленского наместничества)
4. Колыванская область (1779 год) из Кузнецкого и Томского уездов Сибирской губернии
5. Костромское наместничество (6 (17) марта 1778 года) из Костромской провинции Московской губернии, а также из частей Архангелогородской и Нижегородской губерний
6. Курское наместничество (23 мая (3 июня) 1779 года) из частей Белгородской, Слободско-Украинской и Воронежской губерний
7. Могилёвское наместничество (22 марта (2 апреля) 1777 года) из Могилёвской губернии
8. Нижегородское наместничество (5 (16) сентября 1779 года) из Нижегородской губернии, части Рязанского и Владимирского наместничеств, части Казанской губернии
9. Новгородское наместничество (24 августа 1776 года) из Новгородской губернии (Белозёрская, Новгородская и Олонецкая провинции)
10. Орловское наместничество (5 сентября 1778 года) из частей Воронежской (Елецкая провинция) и Белгородской (Орловская и Севская провинции) губерний
11. Полоцкое наместничество (22 марта 1777 года) из Полоцкой губернии (создана 24 августа 1776 года из частей Псковской губернии: Витебская, Двинская и Полоцкая провинции)
12. Псковское наместничество (24 августа 1776 года) из Псковской и Великолуцкой провинций Псковской губернии и Порховского и Гдовского уездов Новгородской губернии
13. Рязанское наместничество (24 августа 1778 года) из Переяслав-Рязанской провинции Московской губернии
14. Смоленское наместничество (25 ноября (6 декабря) 1775 года) из Смоленской губернии, западных частей Московской губернии и Брянского уезда Белгородской губернии
15. Тамбовское наместничество (16 (27) сентября 1779 года) из южных частей Рязанского наместничества и северных частей бывшей Воронежской губернии
16. Тверское наместничество (25 ноября 1775 года) из Тверской провинции и Вышневолоцкого уезда Новгородской губернии, Бежецкого и Кашинского уездов Московской губернии
17. Тульское наместничество (19 (30) сентября 1777 года) из Тульской провинции Московской губернии
18. Ярославское наместничество (22 марта 1777 года) из Углицкой и Ярославской провинций Московской губернии

- упразднены:

1. Белгородская губерния (23 мая 1779 года) — вошла в Воронежское, Орловское и Курское наместничества
2. Воронежская губерния (25 сентября 1779 года) — вошла в Воронежское, Тамбовское наместничества
3. Могилёвская губерния (22 марта 1777 года) — вошла в Могилёвское наместничество
4. Нижегородская губерния (5 сентября 1779 года) — вошла в Нижегородское наместничество
5. Новгородская губерния (24 августа 1776 года) — вошла в Новгородское наместничество
6. Псковская губерния (24 августа 1776 года) — вошла в Псковское, Полоцкое наместничества (до 22 марта 1777 года — Полоцкая губерния)
7. Смоленская губерния (25 ноября 1775 года) — вошла в Смоленское наместничество
  1. Владимирская провинция Московской губернии (2 марта 1778 года) — вошла в Владимирскую губернию (с 1 (12) сентября 1778года — наместничество)
  2. Калужская провинция Московской губернии (24 августа 1776 года) — вошла в Калужское наместничество
  3. Костромская провинция Московской губернии (6 марта 1778 года) — вошла в Костромское наместничество
  4. Переяслав-Рязанская провинция Московской губернии (24 августа 1778 года) — в Рязанское наместничество
  5. Тульская провинция Московской губернии (19 сентября 1777 года) — вошла в Тульское наместничество
  6. Углицкая провинция Московской губернии (22 марта 1777 года) — вошла в Ярославское наместничество
  7. Ярославская провинция Московской губернии (22 марта 1777 года) — вошла в Ярославское наместничество

- переименованы:

1. 1. Мариенпольский уезд Азовской губернии (?) в Павлоградский уезд
  2. Наталковский уезд Азовской губернии (7) в Екатеринославскую провинцию
  3. Павловский уезд Азовской губернии (?) в Мариупольский уезд

- список наместничеств:

1. Владимирское
2. Воронежское
3. Калужское
4. Колыванская область (центр — Бердский острог)
5. Костромское
6. Курское
7. Могилёвское
8. Нижегородское
9. Новгородское
  1. Новгородская область
  2. Олонецкая область (центр — город Петрозаводск)
10. Орловское
11. Полоцкое
12. Псковское (центр — город Псков)
13. Рязанское
14. Смоленское
15. Тамбовское
16. Тверское
17. Тульское
18. Ярославское
  1. Углицкая область
  2. Ярославская область

- список губерний:

1. Азовская
  1. Екатеринославская провинция (позже — Константиновская провинция)
  2. Александровский уезд
  3. Бахмутский уезд
  4. Екатерининский уезд
  5. Мариупольский уезд
  6. Павлоградский уезд
  7. Таганрогский уезд
  8. Торский уезд
  9. Царычанский уезд
2. Архангелогородская
  1. Архангелогородская провинция
  2. Вологодская провинция
  3. Галицкая провинция
  4. Устюжская провинция
3. Астраханская
4. Выборгская
  1. Выборгская провинция
  2. Кюменегорская провинция
  3. Кексгольмская провинция
5. Иркутская
  1. Иркутская провинция
  2. Удинская провинция
  3. Якутская провинция
6. Казанская
  1. Вятская провинция
  2. Казанская провинция
  3. Пензенская провинция
  4. Пермская провинция
  5. Свияжская провинция
  6. Симбирская провинция
7. Киевская
8. Малороссийская
9. Московская
  1. Московская провинция
  2. Переяслав-Залесская провинция
  3. Суздальская провинция
  4. Юрьевская провинция
10. Новороссийская
  1. Елизаветградская провинция
  2. Полтавская провинция
  3. Славянская провинция
  4. Херсонская провинция
11. Оренбургская
  1. Исетская провинция
  2. Оренбургская провинция
  3. Уфимская провинция
12. Ревельская
13. Рижская
  1. Рижская провинция
  2. Эзельская провинция
14. Санкт-Петербургская
15. Сибирская
  1. Енисейская провинция
  2. Тобольская провинция
16. Слободско-Украинская губерния